# Batillipes tridentatus
Espèce
Batillipes tridentatus est une espèce de tardigrades de la famille des Batillipedidae. 

## Distribution
Cette espèce se rencontre dans l'océan Pacifique aux États-Unis et en Corée du Sud.

## Publication originale
- Pollock, 1989 : Marine interstitial Heterotardigrada from the Pacific coast of the United States, including a description of Batillipes tridentatus n. sp. Transactions of the American Microscopical Society, vol. 108, p. 169–189.